# Phönixsturmvogel
Der Phönixsturmvogel (Pterodroma alba) ist eine Vogelart aus der Familie der Sturmvögel. Die Art kommt nur im tropischen und subtropischen Pazifik vor, wo sie auf kleinen Inseln brütet. Die IUCN stuft den Phönixsturmvogel als stark gefährdet (endangered) ein und schätzt den Bestand auf 30.000 geschlechtsreife Individuen.

## Merkmale
Der Phönixsturmvogel erreicht eine Körperlänge von bis zu 35 Zentimetern und zählt damit zu den mittelgroßen Sturmvögeln. Die Flügelspannweite beträgt 83 Zentimeter. Phönixsturmvögel wiegen durchschnittlich 269 Gramm. Es besteht kein auffälliger Sexualdimorphismus.
Die Körperoberseite adulter Vögel ist rußig-braun und wirkt bei Feldbeobachtungen schwarz. Der Kopf, der Hals und die Vorderbrust sind gleichfalls rußig-braun und setzen sich schwarz von der weißen Unterbrust, dem weißen Bauch und den weißen Unterschwanzdecken ab. An Kinn und Kehle befindet sich ein individuell unterschiedlich großer, weißer Fleck, der jedoch bei Feldbeobachtungen nur schwer auszumachen ist. Der Schnabel ist klein und verhältnismäßig schlank. 
Verwechslungsmöglichkeiten bestehen mit mehreren anderen Hakensturmtauchern. Die größte Ähnlichkeit besteht mit dem Tahiti-Sturmvogel. Der Phönixsturmvogel ist jedoch geringfügig kleiner, der Hals ist kürzer und im Verhältnis zur Körpergröße wirkt der Kopf größer. Helle Farbmorphen des Trindadesturmvogels können gleichfalls mit dem Phönixsturmvogel verwechselt werden. Bei diesen ist aber der weiße Fleck an Kehle und Kinn deutlich ausgeprägter.

## Verbreitungsgebiet und Lebensweise
Der Phönixsturmvogel ist ein Hochseevogel, der die Nähe zu Land außerhalb der Fortpflanzungszeit meidet. Sein Verbreitungsgebiet ist der tropische und subtropischen Pazifik. Brutkolonien dieser Art finden sich auf Phoenix, Tonga, Kiritimati, Tuamotu, Marquesas und Pitcairn Island. Die Insel mit der größten Zahl an brütenden Vögeln ist Kiritimati. 
Die Nester sind flache Mulden unter Bäumen, Büschen oder niedriger Vegetation. Als Bodenbrüter ist der Phönixsturmvogel besonders der Nachstellung durch auf den Brutinseln eingeführten Säugetieren ausgesetzt. Insbesondere verwilderte Hauskatzen haben auf einigen Inseln den Brutbestand dieser Art signifikant reduziert. Nach Einschätzung von BirdLife International sind nur auf solchen Inseln noch erfolgreiche Bruten dieser Art möglich, wo verwilderte Hauskatzen fehlen. Die erst vor kurzem erfolgte Einschleppung der Hausratte auf Kiritimati gilt als der entscheidende Grund, warum die IUCN die Art als stark gefährdet einstuft, da durch die Hausratte ein wesentlicher Bestandsrückgang erwartet wird. Schutzmaßnahmen konzentrieren sich auf die Ausrottung von Hauskatzen auf Brutinseln, dies ist jedoch auf einigen Inseln bislang gescheitert. Es gibt darüber hinaus Versuche, Brutkolonien von Phönixsturmvögeln auf bislang katzenfreien Inseln im Verbreitungsgebiet anzusiedeln.

## Belege

### Einzelbelege
1. 1 2 3   BirdLife Factsheet zum Phönixsturmvogel, aufgerufen am 28. Mai 2011
2. ↑   Higgins, S. 445
3. ↑   Higgins, S. 432
4. ↑   Higgins, S. 446